# 今川氏輝
今川氏輝（1513年—1536年）是鎌倉八幡太郎源義家一系的名門望族，室町幕府將軍足利家的同族(幕府將軍足利氏庶子吉良氏分家今川氏)。駿河今川家第十代家督。父親是今川家第九代家督今川氏親、母親為壽桂尼、東海道第一弓的神箭手、第十一代家督今川義元為其同胞兄弟當中之三弟，在位期間內極少向外用兵，並實施檢地，極力穩固父親氏親死後的領地駿河及遠江兩國。

## 生平
永正十年（1513年）駿河今川家第九代家督今川氏親之長子。
大永五年（1525年）進行元服。
大永六年（1526年）父親今川氏親去世後以14歲之齡繼任家督、由母親壽桂尼輔佐。此後直到天文元年壽桂尼都掌握著實權。
天文元年（1532年）氏輝開始親政。
天文二年（1533年）在遠江檢地，又向中央呈上貢物，務求加強與中央的關係。
氏輝也維持著父親時代締結下的與相模後北條氏的駿相同盟，天文四年（1535年）氏輝自駿河起兵攻打甲斐南方，佔有相模伊豆的後北条氏第二代家督北條氏綱起兵攻打甲斐的東方，攜手進攻夾擊甲斐的武田信虎，以支持反抗信虎的國人眾。兩軍在甲斐國都留郡的山地裏頭交戰。
天文五年（1536年），與冷泉為和一同赴小田原城參加歌會。同年，由於松平家第七代城主松平清康在去年被暗殺而準備乘虛而入進軍三河時突然去世，享年24歲。突然死亡的原因眾說紛紜，其中有被傳為毒殺。今川氏輝死後無嗣，異母弟玄廣惠探與同胞之三弟梅岳承芳俱還俗爭奪家督之位，觸發花倉之亂。最後由同胞之三弟梅岳承芳在得太原雪齋協助平定花倉之亂後得權並繼承家業，改名為今川義元。

## 統治
現在殘留有超過四十通氏輝時期由他發出的文書，可是當中十五通是他死去到義元繼位期間、由壽桂尼發出的，由此推斷氏輝身體病弱。
他在位期間很少對外用兵，後人認爲他是沿襲氏親的穩定領土的政策，包括檢地、擧用興津氏、富士氏等國内領主的子弟作爲“馬迴眾”、振興商業等措施。小和田哲男（页面存档备份，存于）認爲這些是新政，可是限于史料，有意見認爲需要慎重研究才可以下定論。
另外不少公卿滯留在駿河舉行歌會，形成了今川文化。氏輝本人也是位文化人，身為冷泉為和的弟子，參加歌會以學習和歌，又典藏著“新古今和歌集”等古典書籍。